# Italia en la Eurocopa 2000
La Selección de fútbol de Italia fue uno de los 16 equipos participantes en la Eurocopa 2000, que se llevó a cabo entre el 10 de junio y el 2 de julio en Bélgica y en los Países Bajos.

## Clasificación
| Equipo      | Pts | PJ | PG | PE | PP | GF | GC | Dif |
| ----------- | --- | -- | -- | -- | -- | -- | -- | --- |
| Italia      | 15  | 8  | 4  | 3  | 1  | 13 | 5  | 8   |
| Dinamarca   | 14  | 8  | 4  | 2  | 2  | 11 | 8  | 3   |
| Suiza       | 14  | 8  | 4  | 2  | 2  | 9  | 5  | 4   |
| Gales       | 9   | 8  | 3  | 0  | 5  | 7  | 16 | -9  |
| Bielorrusia | 3   | 8  | 0  | 3  | 5  | 4  | 10 | -6  |

| Fecha                   | Lugar      |             |                        | Resultado |                        |             |
| ----------------------- | ---------- | ----------- | ---------------------- | --------- | ---------------------- | ----------- |
| 5 de septiembre de 1998 | Liverpool  | Gales       | Bandera de Gales       | 1:2 (0:1) | Bandera de Italia      | Italia      |
| 10 de octubre de 1998   | Udine      | Italia      | Bandera de Italia      | 2:0 (1:0) | Bandera de Suiza       | Suiza       |
| 27 de marzo de 1999     | Copenhague | Dinamarca   | Bandera de Dinamarca   | 1:2 (0:1) | Bandera de Italia      | Italia      |
| 31 de marzo de 1999     | Ancona     | Italia      | Bandera de Italia      | 1:1 (1:1) | Bandera de Bielorrusia | Bielorrusia |
| 5 de junio de 1999      | Bolonia    | Italia      | Bandera de Italia      | 4:0 (2:0) | Bandera de Gales       | Gales       |
| 9 de junio de 1999      | Lausana    | Suiza       | Bandera de Suiza       | 0:0       | Bandera de Italia      | Italia      |
| 8 de septiembre de 1999 | Nápoles    | Italia      | Bandera de Italia      | 2:3 (2:1) | Bandera de Dinamarca   | Dinamarca   |
| 9 de octubre de 1999    | Minsk      | Bielorrusia | Bandera de Bielorrusia | 0:0       | Bandera de Italia      | Italia      |

## Jugadores
| #  | Nombre               | Posición      | Club              |
| -- | -------------------- | ------------- | ----------------- |
| 1  | Christian Abbiati    | Portero       | AC Milan          |
| 2  | Ciro Ferrara         | Defensa       | Juventus FC       |
| 3  | Paolo Maldini        | Defensa       | AC Milan          |
| 4  | Demetrio Albertini   | Mediocampista | AC Milan          |
| 5  | Fabio Cannavaro      | Defensa       | Parma FC          |
| 6  | Paolo Negro          | Defensa       | SS Lazio          |
| 7  | Angelo Di Livio      | Mediocampista | ACF Fiorentina    |
| 8  | Antonio Conte        | Mediocampista | Juventus FC       |
| 9  | Filippo Inzaghi      | Delantero     | Juventus FC       |
| 10 | Alessandro Del Piero | Delantero     | Juventus FC       |
| 11 | Gianluca Pessotto    | Defensa       | Juventus FC       |
| 12 | Francesco Toldo      | Portero       | ACF Fiorentina    |
| 13 | Alessandro Nesta     | Defensa       | SS Lazio          |
| 14 | Luigi Di Biagio      | Mediocampista | FC Internazionale |
| 15 | Mark Iuliano         | Defensa       | Juventus FC       |
| 16 | Massimo Ambrosini    | Mediocampista | AC Milan          |
| 17 | Gianluca Zambrotta   | Defensa       | Juventus FC       |
| 18 | Stefano Fiore        | Mediocampista | Udinese           |
| 19 | Vincenzo Montella    | Delantero     | AS Roma           |
| 20 | Francesco Totti      | Delantero     | AS Roma           |
| 21 | Marco Delvecchio     | Mediocampista | AS Roma           |
| 22 | Francesco Antonioli  | Portero       | AS Roma           |
| DT | Dino Zoff            |               |                   |

## Participación

### Grupo B
| Selección | Pts | PJ | PG | PE | PP | GF | GC | Dif |
| --------- | --- | -- | -- | -- | -- | -- | -- | --- |
| Italia    | 9   | 3  | 3  | 0  | 0  | 6  | 2  | 4   |
| Turquía   | 4   | 3  | 1  | 1  | 1  | 3  | 2  | 1   |
| Bélgica   | 3   | 3  | 1  | 0  | 2  | 2  | 5  | −3  |
| Suecia    | 1   | 3  | 0  | 1  | 2  | 2  | 4  | −2  |

| 11 de junio de 2000, 14:30                                | Turquía   | 1:2 (0:0) | Italia                            | Gelredome, Arnhem                                       |                                                         |
|                                                           | Buruk 62' |           | Conte 52' · F. Inzaghi 70' (pen.) | Asistencia: 25 000 espectadores Árbitro(s): Hugh Dallas | Asistencia: 25 000 espectadores Árbitro(s): Hugh Dallas |
| Okan Buruk marcó el primer gol de Turquía en una Eurocopa |           |           |                                   |                                                         |                                                         |

| 14 de junio de 2000, 20:45 | Italia               | 2:0 (1:0) | Bélgica | Estadio Rey Balduino, Bruselas                                       |                                                                      |
|                            | Totti 6' · Fiore 66' |           |         | Asistencia: 45 000 espectadores Árbitro(s): José María García-Aranda | Asistencia: 45 000 espectadores Árbitro(s): José María García-Aranda |

| 19 de junio de 2000, 20:45                                         | Italia                        | 2:1 (1:0) | Suecia      | Philips Stadion, Eindhoven                                     |                                                                |
|                                                                    | Di Biagio 39' · Del Piero 88' |           | Larsson 77' | Asistencia: 25 000 espectadores Árbitro(s): Vitor Melo Pareira | Asistencia: 25 000 espectadores Árbitro(s): Vitor Melo Pareira |
| Primera eliminación de Suecia en una primera fase de una Eurocopa. |                               |           |             |                                                                |                                                                |

### Cuartos de final
| 24 de junio de 2000, 20:45 | Italia                     | 2:0 (2:0) | Rumania | Estadio Rey Balduino, Bruselas                                 |                                                                |
|                            | Totti 33' · F. Inzaghi 43' |           |         | Asistencia: 42 000 espectadores Árbitro(s): Vitor Melo Pereira | Asistencia: 42 000 espectadores Árbitro(s): Vitor Melo Pereira |

### Semifinales
| 29 de junio de 2000, 18:00 | Italia                                 | 0:0 (t. s.)(3:1 p.)        | Países Bajos                           | Amsterdam Arena, Ámsterdam                              |  |
|                            |                                        |                            |                                        | Asistencia: 51 300 espectadores Árbitro(s): Markus Merk |  |
|                            |                                        | Tiros desde el punto penal |                                        |                                                         |  |
|                            | Di Biagio · Pessotto · Totti · Maldini |                            | F. de Boer · Stam · Kluivert · Bosvelt |                                                         |  |

### Final
| 2 de julio de 2000, 20:00 | Francia                        | 2:1 (1:1, 0:0) (t. s.)(1:0 t. s.) | Italia         | Stadion Feijenoord, Róterdam                             |                                                          |
|                           | Wiltord 90+4' · Trezeguet 103' |                                   | Delvecchio 55' | Asistencia: 48 200 espectadores Árbitro(s): Anders Frisk | Asistencia: 48 200 espectadores Árbitro(s): Anders Frisk |

## Estadísticas

### Posiciones

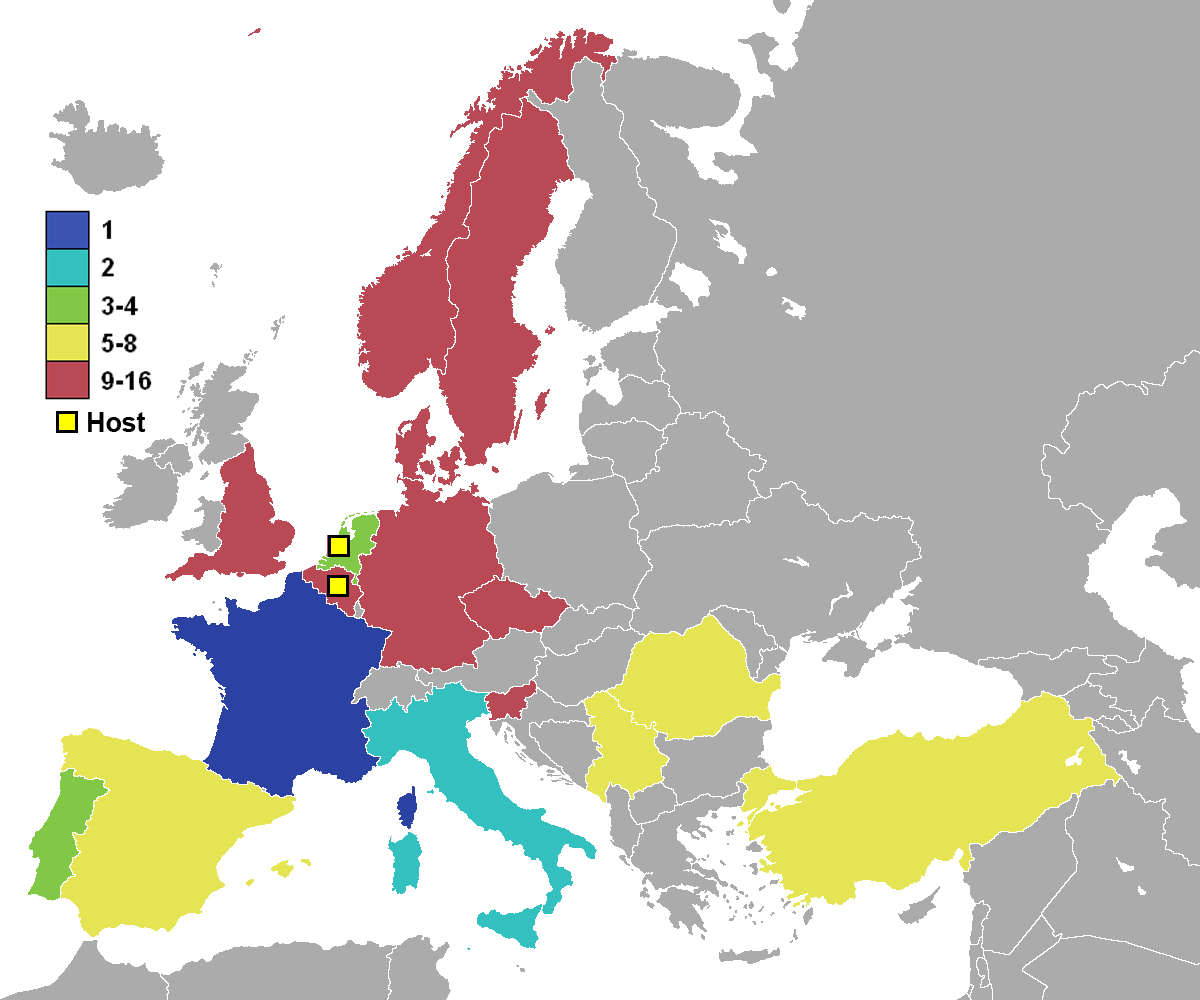
Mapa según los resultados del torneo.

#### Clasificación general
| Equipo | Equipo               | Pts | PJ | PG | PE | PP | GF | GC | Dif | Rend   |
| ------ | -------------------- | --- | -- | -- | -- | -- | -- | -- | --- | ------ |
| 1      | Francia              | 15  | 6  | 5  | 0  | 1  | 13 | 7  | 6   | 83.33% |
| 2      | Italia               | 13  | 6  | 4  | 1  | 1  | 9  | 4  | 5   | 72.22% |
| 3      | Países Bajos         | 13  | 5  | 4  | 1  | 0  | 13 | 3  | 10  | 86.67% |
| 4      | Portugal             | 12  | 5  | 4  | 0  | 1  | 10 | 4  | 6   | 80%    |
| 5      | España               | 6   | 4  | 2  | 0  | 2  | 7  | 7  | 0   | 50%    |
| 6      | Turquía              | 4   | 4  | 1  | 1  | 2  | 3  | 4  | −1  | 33.33% |
| 7      | Rumania              | 4   | 4  | 1  | 1  | 2  | 4  | 6  | −2  | 33.33% |
| 8      | Rep. Fed. Yugoslavia | 4   | 4  | 1  | 1  | 2  | 8  | 13 | −5  | 33.33% |
| 9      | Noruega              | 4   | 3  | 1  | 1  | 1  | 1  | 1  | 0   | 44.44% |
| 10     | República Checa      | 3   | 3  | 1  | 0  | 2  | 3  | 3  | 0   | 33.33% |
| 11     | Inglaterra           | 3   | 3  | 1  | 0  | 2  | 5  | 6  | −1  | 33.33% |
| 12     | Bélgica              | 3   | 3  | 1  | 0  | 2  | 2  | 5  | −3  | 33.33% |
| 13     | Eslovenia            | 2   | 3  | 0  | 2  | 1  | 4  | 5  | −1  | 22.22% |
| 14     | Suecia               | 1   | 3  | 0  | 1  | 2  | 2  | 4  | −2  | 11.11% |
| 15     | Alemania             | 1   | 3  | 0  | 1  | 2  | 1  | 5  | −4  | 11.11% |
| 16     | Dinamarca            | 0   | 3  | 0  | 0  | 3  | 0  | 8  | −8  | 0%     |

### Goleadores
| Jugador              | Goles | PJ | Minuto |
| -------------------- | ----- | -- | ------ |
| Filippo Inzaghi      | 2     | 4  | 322'   |
| Francesco Totti      | 2     | 5  | 345'   |
| Antonio Conte        | 1     | 3  | 235'   |
| Luigi Di Biagio      | 1     | 4  | 296'   |
| Alessandro Del Piero | 1     | 6  | 304'   |
| Stefano Fiore        | 1     | 6  | 396'   |